# Edmond Alphandéry
Edmond Alphandéry (ur. 2 września 1943 w Awinionie) – francuski polityk, ekonomista i nauczyciel akademicki, profesor, parlamentarzysta, w latach 1993–1995 minister gospodarki.

## Życiorys
Z wykształcenia ekonomista, absolwent Instytutu Nauk Politycznych w Paryżu oraz University of Chicago. Doktoryzował się na Université Panthéon-Assas. Pracował jako nauczyciel akademicki w Nantes i Angers. W 1975 objął stanowisko profesora ekonomii na Université Panthéon-Assas.
Zaangażował się w działalność polityczną w ramach Unii na rzecz Demokracji Francuskiej. Był radnym departamentu Maine i Loara (1976–2008), w latach 1994–1995 pełnił funkcję przewodniczącego rady generalnej. W latach 1977–2008 zajmował stanowisko mera miejscowości Longué-Jumelles.
W 1978 po raz pierwszy został wybrany na posła do Zgromadzenia Narodowego. Z powodzeniem ubiegał się o reelekcję w wyborach w 1981, 1986, 1988 i 1993. Od marca 1993 do maja 1995 sprawował urząd ministra gospodarki w rządzie Édouarda Balladura.
Od 1995 do 1998 zarządzał przedsiębiorstwem energetycznym Électricité de France. Później do 2012 zasiadał we władzach korporacji ubezpieczeniowej CNP Assurances, w tym jako przewodniczący rady dyrektorów. Był dyrektorem think tanku Friends of Europe i przewodniczącym Centre for European Policy Studies.